# Верхний Юрт
Ве́рхний Юрт — село в Хостинском районе муниципального образования город-курорт Сочи Краснодарского края. Входит в состав  Барановского сельского округа.

## География
Селение расположено на склонах-водоразделах рек Сочи, Бзугу и Цанык.

## Этимология
Название «юрт» имеет тюркское происхождение и означает «стан, ставка». В данном случае, «юртовыми наделами» на территории Сочи, назывались выделяемые новопоселенцам на общинном праве владения земли.

## Население
| 2002 | 2010  | 2021  |
| ---- | ----- | ----- |
| 2622 | ↘2498 | ↗3954 |

## Улицы
Главная улица села — улица Абовяна.

## Достопримечательности
9 мая 2007 открыт мемориал памяти павшим войнам в Великой Отечественной войне.